# Simon III de Sexfontaines
Simon III de Sexfontaines (né vers 1190, † avant  1241) est le fils aîné de Simon II de Sexfontaines, seigneur de Sexfontaines, et de son épouse Colombe, dont le nom de famille est inconnu. Il est seigneur de Sexfontaines, en Champagne, et de Jonvelle, en Franche Comté de Bourgogne, par son mariage avec Isabelle de Jonvelle, au milieu du XIIIe siècle.

## Biographie
Vers 1230, il épouse Isabelle de Jonvelle, dame de Jonvelle en tant qu'unique héritière de son père Guy III, précédent seigneur de Jonvelle décédé en 1218, et devient donc seigneur de Jonvelle. Il jure alors par charte  sa fidélité à Othon II de Méranie, comte de Bourgogne, après la fidélité qu'il doit déjà au comte de Champagne pour sa seigneurie de Sexfontaines. Il ajoute également qu'il lui céderait son fief de Jonvelle dans le cas où il décède sans enfant, ce qui n'arrivera pas.
Vers 1232, il succède à son père, Simon II, comme seigneur de Sexfontaines à la mort de celui-ci.
En 1238, il fait don au prieuré de Sexfontaines d'un droit de pâture et de vinée sur ses terres.
Il meurt entre 1238 et 1241 et est inhumé en l'abbaye de Clairefontaine. Il est remplacé par son fils aîné Simon IV de Sexfontaines.

## Mariage et enfants
Avant 1231, il épouse Isabelle de Jonvelle, fille de Guy III de Jonvelle et d'Élisabeth de Nogent, dont il a au moins deux enfants :
- Simon IV de Sexfontaines, qui succède à son père.
- Mathilde de Sexfontaines († vers 1285), qui épouse en premières noces Guillaume, seigneur de Lézinnes, fils de Guillaume de Villehardouin, seigneur de Lézinnes et de Villy, maréchal de Champagne, et de Marguerite de Mello, dont elle a un fils. Veuve, elle épouse en secondes noces Simon IV de Sarrebruck-Commercy, seigneur de Commercy, fils de Simon III de Commercy et de Mathildede Sarrebruck, dont elle a deux enfants.

Une fois veuve, Isabelle de Jonvelle aurait, en 1241, épousée en secondes noces Thiébaut Ier de Dramelay, seigneur de Neuchâtel et auteur de la maison de Neufchâtel, fils de Fromond II de Dramelay, dont elle n'a probablement pas d'enfant.